# Gonow
Gonow (officiellement Zhejiang Gonow Auto Co., Ltd.) était un fabricant chinois d'automobiles, de véhicules utilitaires et de SUV dont le siège est à Taizhou, Zhejiang et une filiale du groupe GAC. Elle commercialise ses produits sous la marque GAC Gonow en Chine et sous le nom de Gonow sur d'autres marchés.

## Histoire
L'entreprise a été fondée le 27 septembre 2003 avec son siège à Taizhou, dans la province de Zhejiang. Le campus couvre une superficie de 268 000 m². La production a commencé avec le Gonow AGE, avec une phase initiale de 60 000 unités produites. Gonow a dépensé 351,5 millions de RMB pour agrandir ses terrains de 100 acres et augmenter la production à 200 000 unités par an. Ils ont également entamé une coopération avec l'Université de technologie de Wuhan, prenant en charge la construction du centre de recherche et développement de Gonow Automobile. 
En 2010, Guangzhou Automobile Group Co. (GAC) a acheté 51% de Gonow. Gonow a annoncé en mars 2015 que la société commencerait à se concentrer sur la construction de véhicules Trumpchi, suscitant la colère de ses concessionnaires depuis que les véhicules Gonow invendus et les pièces de rechange ont été hypothéqués par diverses banques. 
En 2015, GAC Group a annoncé que Gonow sera intégré dans l'entreprise en tant que filiale. Il a été rapporté que la participation de 49% de Gonow sera achetée et arrêtera la production/vente supplémentaire en 2016 et à la production/livraison de ses véhicules aux concessionnaires Gonow. 

## Véhicules

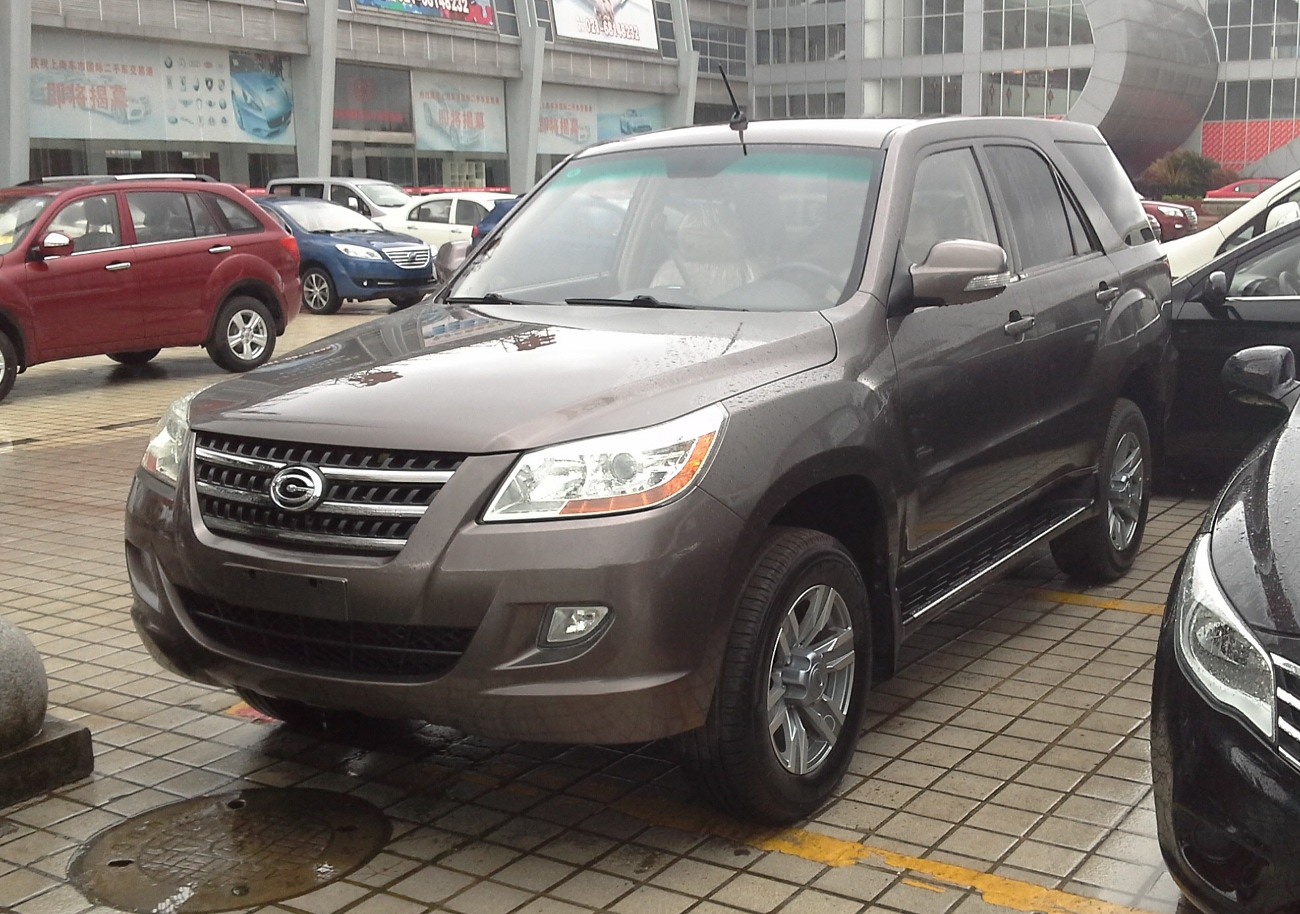
Gonow G5

- Gonow Starry (Xinglang / 星 朗) (2013-présent)
- Gonow GX6 (2014-présent)
- Gonow Troy 500 (财运 500 / VENTILATEUR)
- Gonow GP150 (depuis 2015)
- Gonow Way (Xingwang / Star Wang / 星 旺) (depuis 2010)
- Gonow Way L (星 旺 L)
- Gonow Way CL (星 旺 CL)

- Gonow Alter (depuis 2003)
- Gonow Dual Luck (depuis 2003)
- Gonow Troy 200 (财运) (depuis 2005)
- Gonow FAN (depuis 2005)
- Gonow Finite (depuis 2010)
- Gonow GA6380 (depuis 2010)
- Gonow GA6530 (depuis 2010), un fourgon basé sur le Toyota HiAce (H100) avec la partie avant restylée qui ressemble à la Toyota HiAce (H200)
- Gonow GS-1 (depuis 2010)
- Gonow GS-2 (depuis 2010)
- Gonow GX6 (depuis 2005, version chinoise)
- Gonow GS50 Ⅱ (depuis 2005)
- Gonow Minivan (2008-2010)
- Gonow Saboo (depuis 2010)
- Gonow Jetstar (depuis 2003, également connu sous le nom de Shuaijian) également connu sous le nom de GS50 à partir de 2005
- Gonow Lightweight (depuis 2010)
- Gonow E Mei (depuis 2014)

### Katay Gonow
- Katay Gonow Troy (depuis 2006)
- Katay Gonow Victor (depuis 2006)
- Katay Gonow Victory (depuis 2006)

## Anciens véhicules
- Gonow Troy 300 (财运 300) (2007–2009)
- Gonow Aoosed G5 (2010–2014)

## Galerie de produits

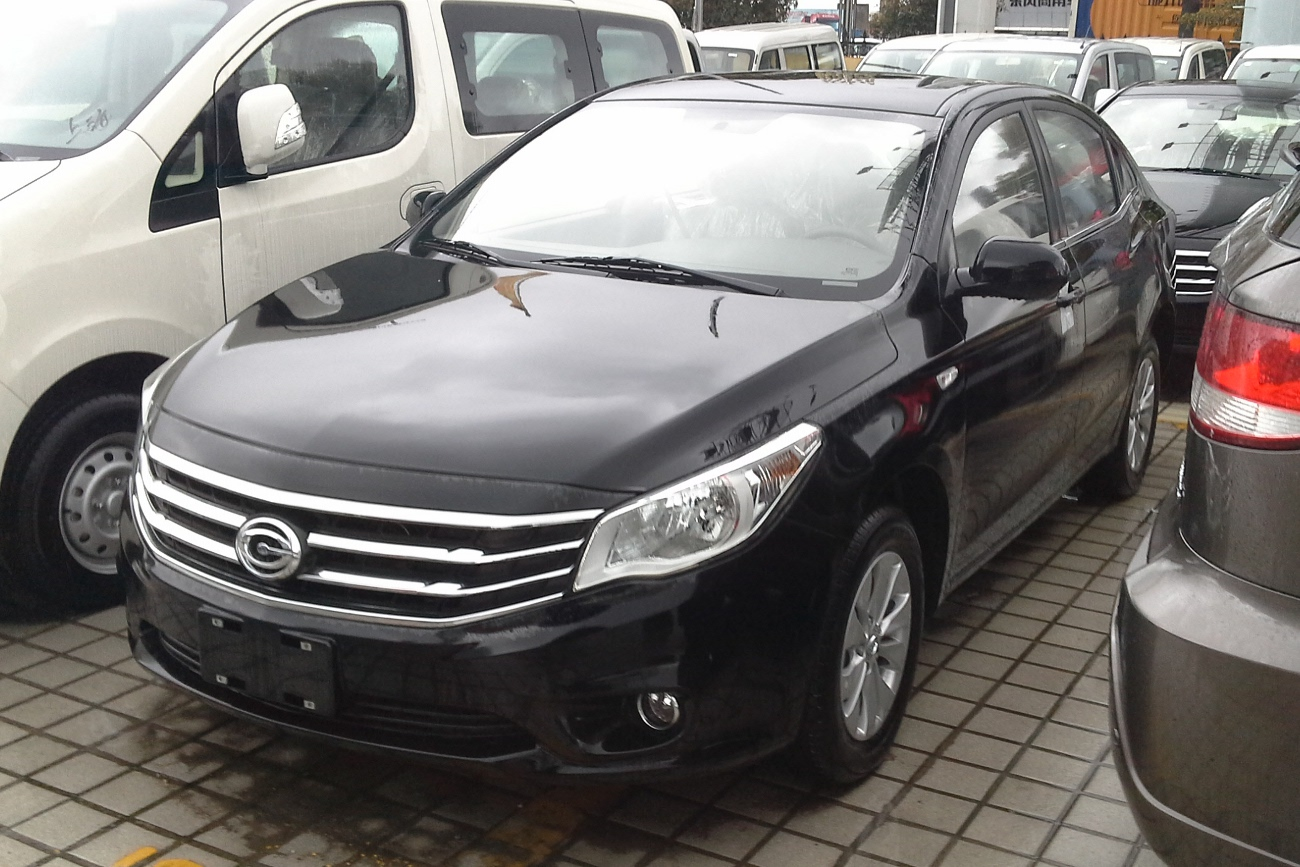
Gonow Emei
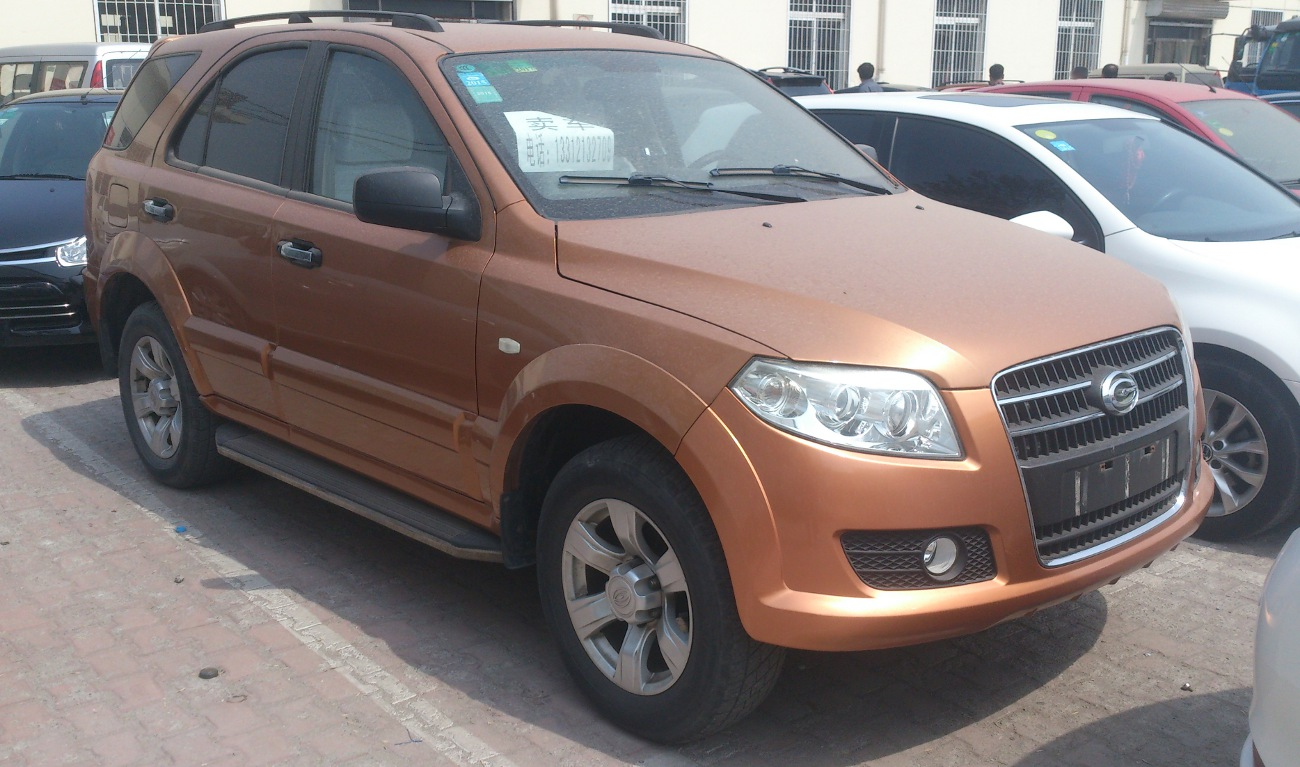
Gonow G3
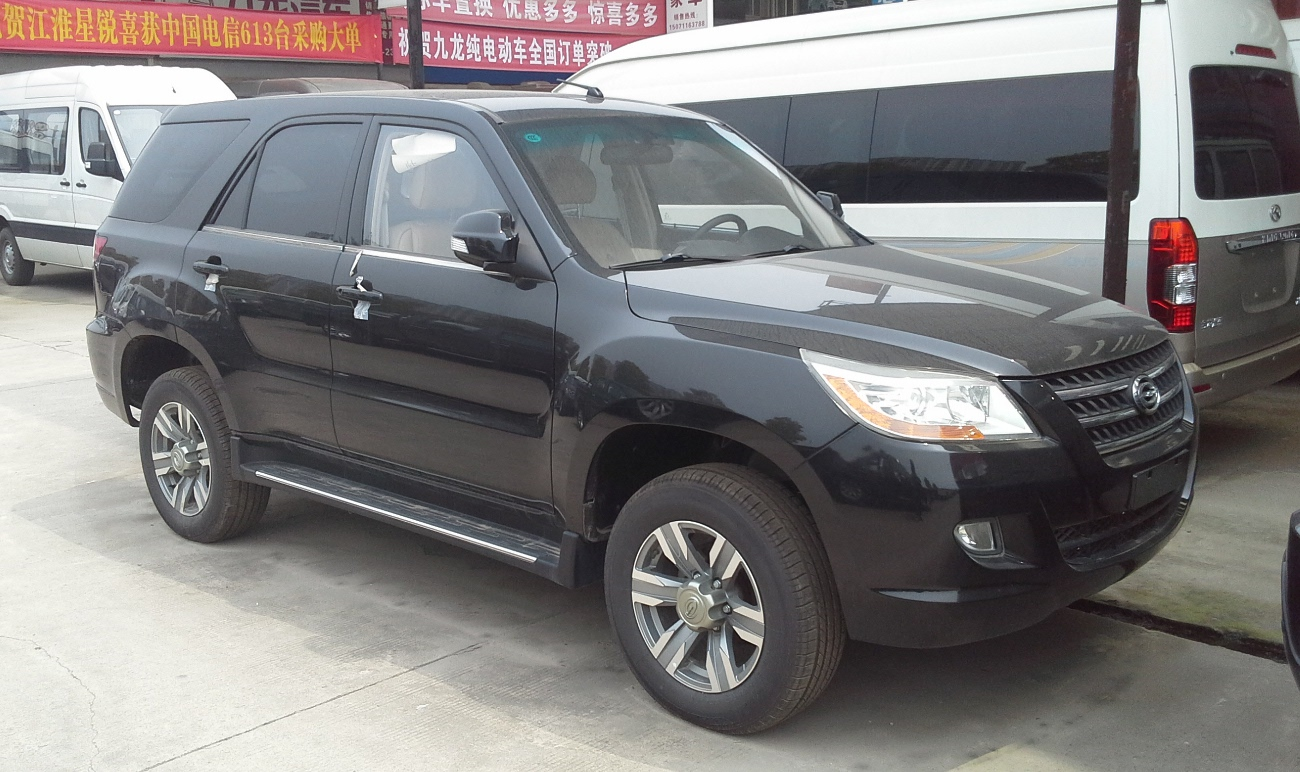
Gonow G5
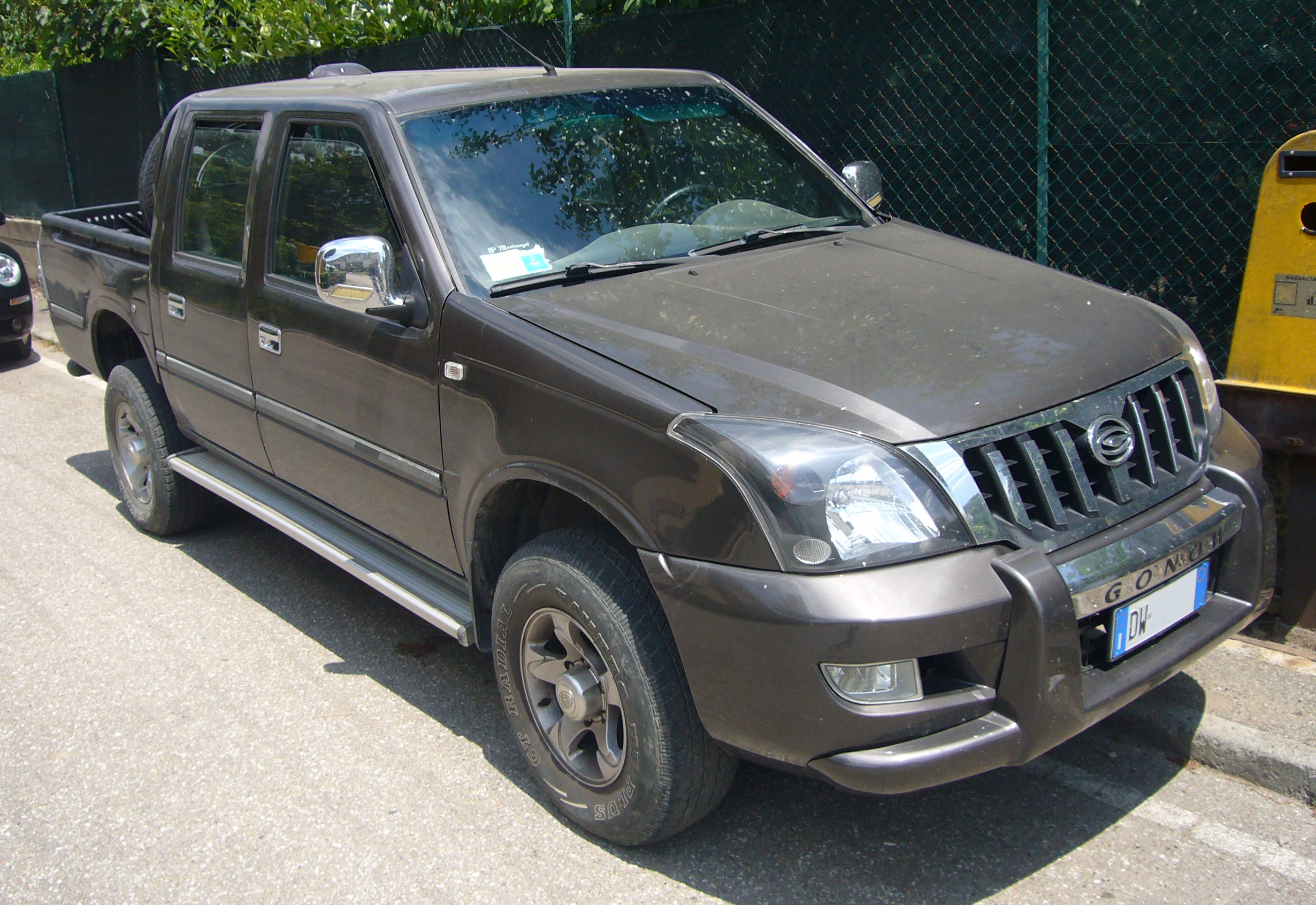
Gonow GA200 (Troy)
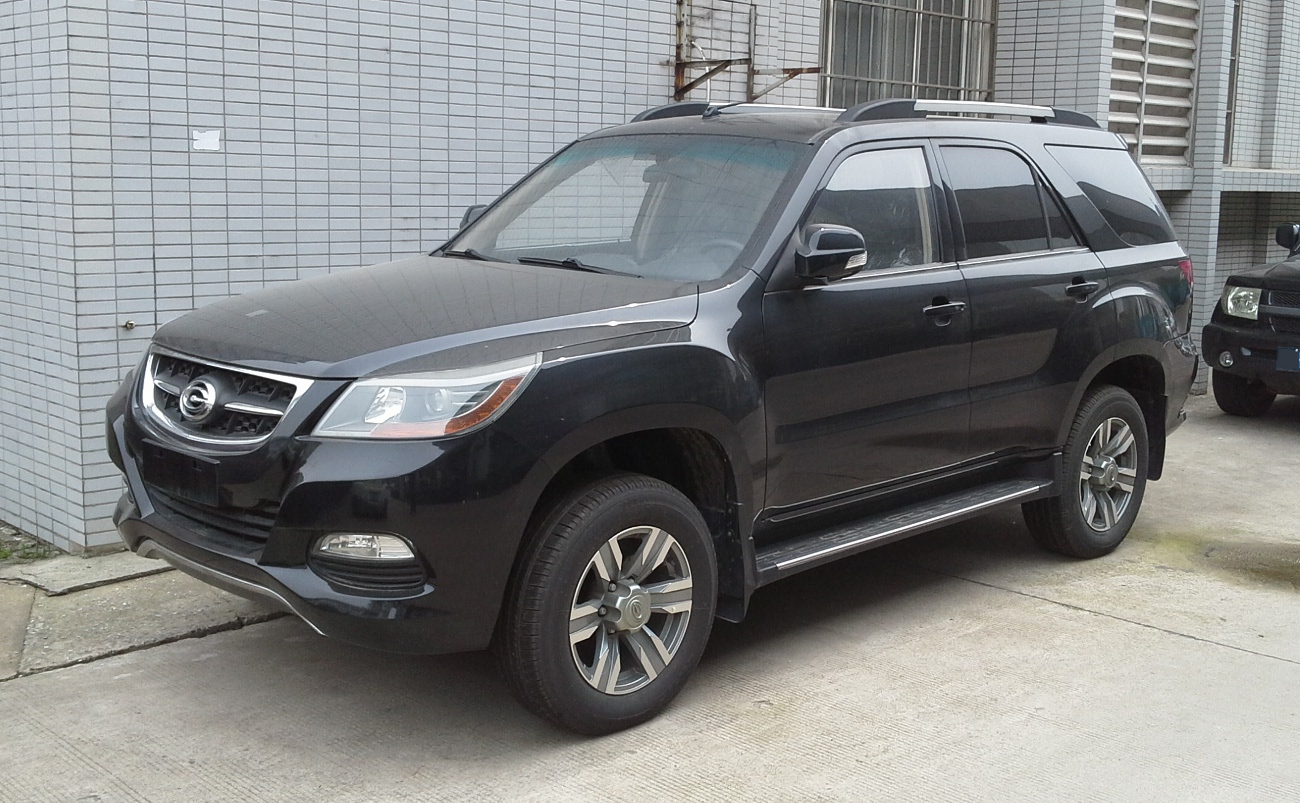
Gonow GX5
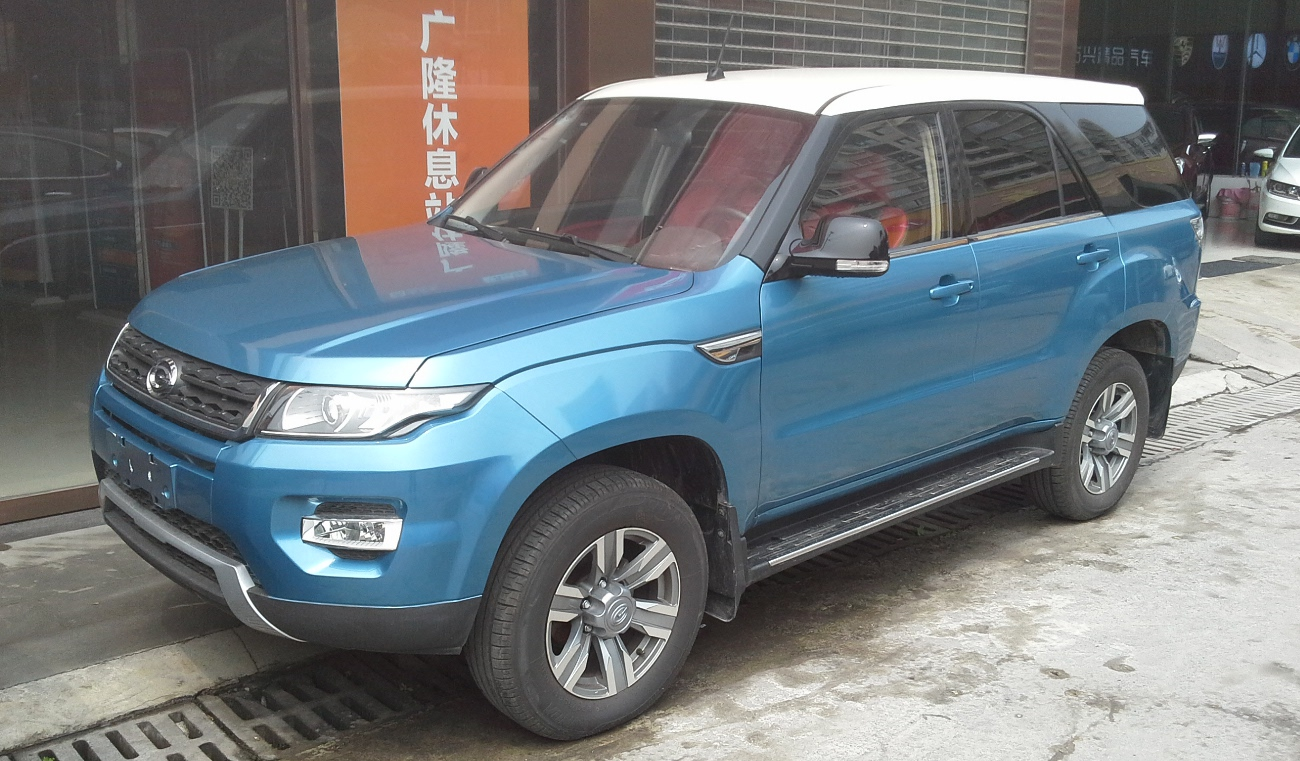
Gonow GX6
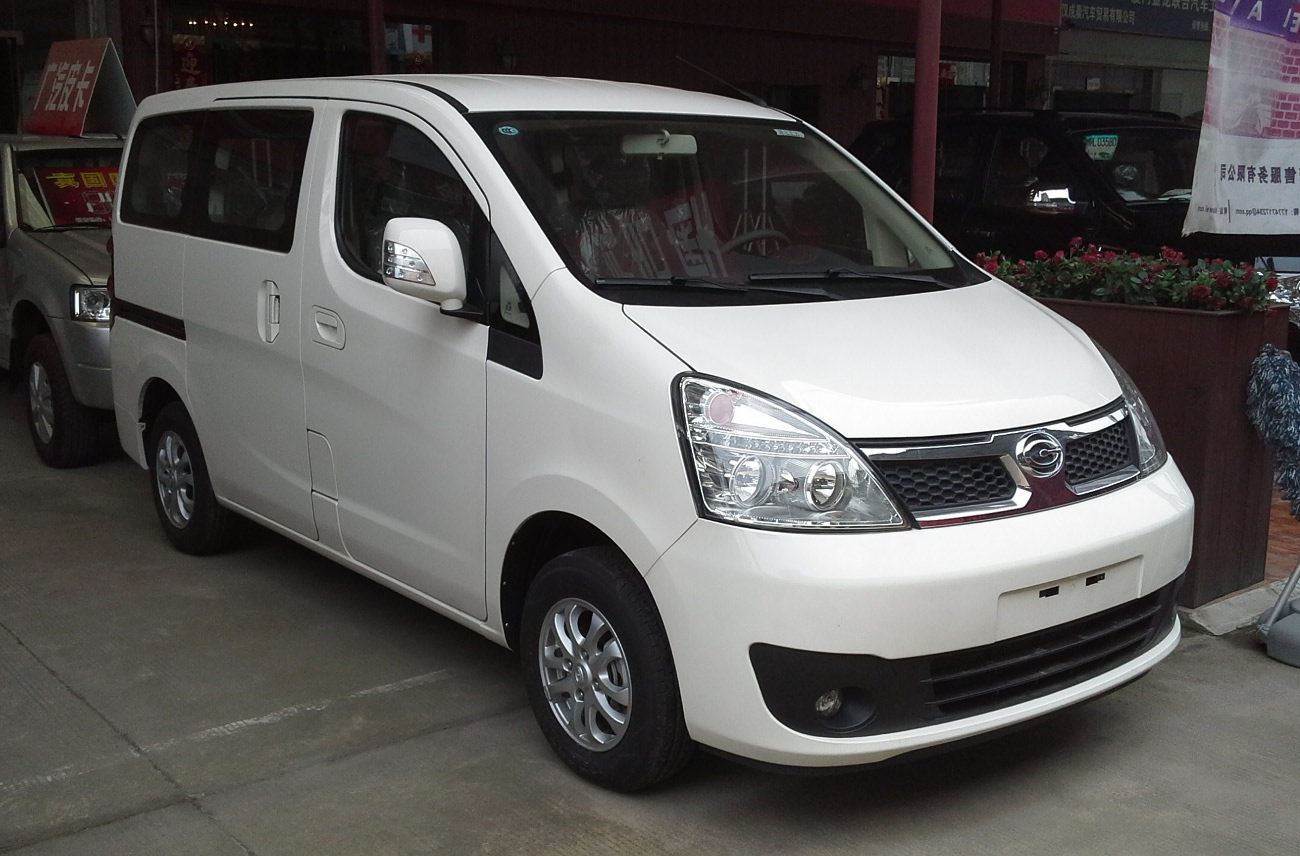
Gonow Starry
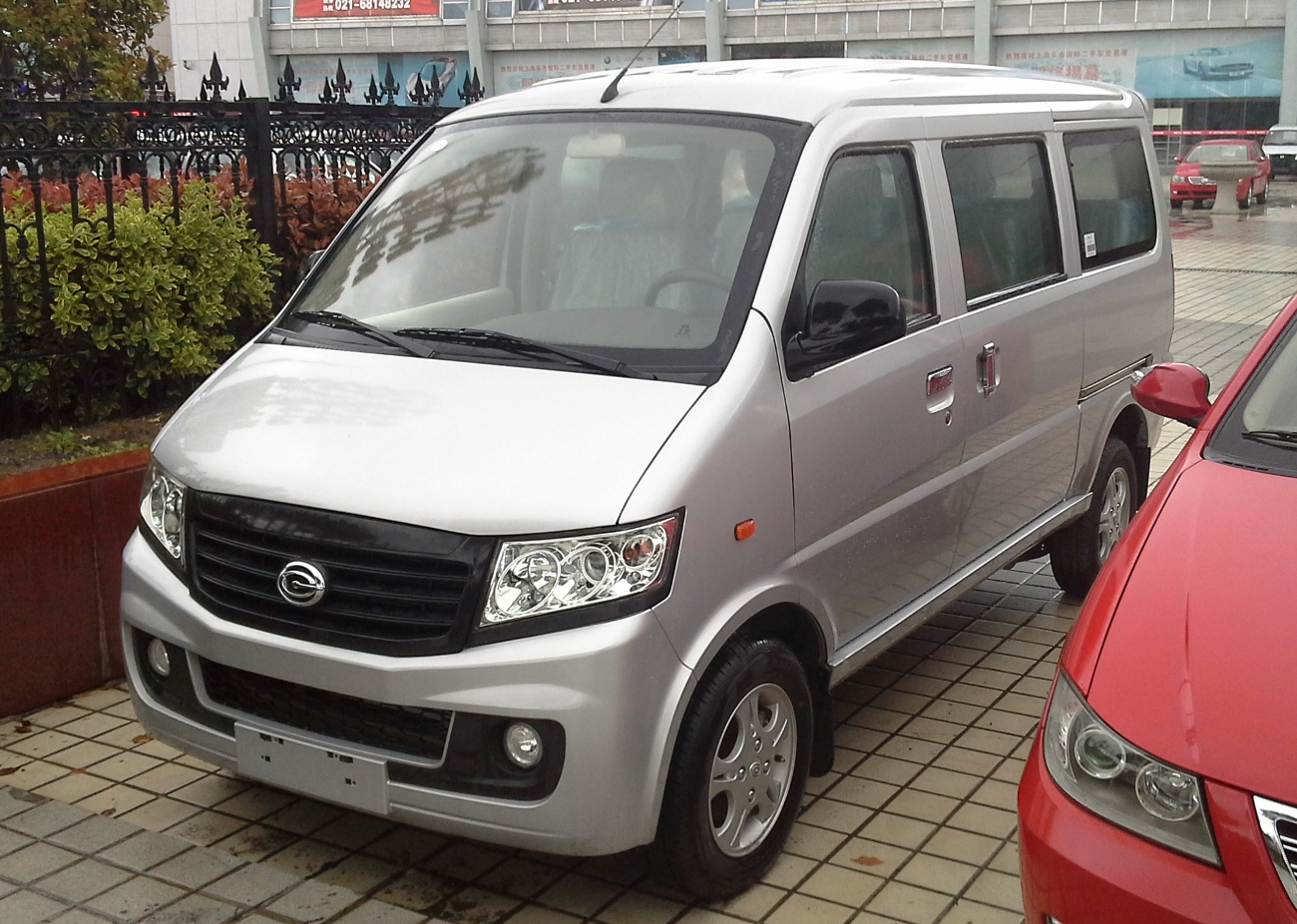
Gonow Way CL
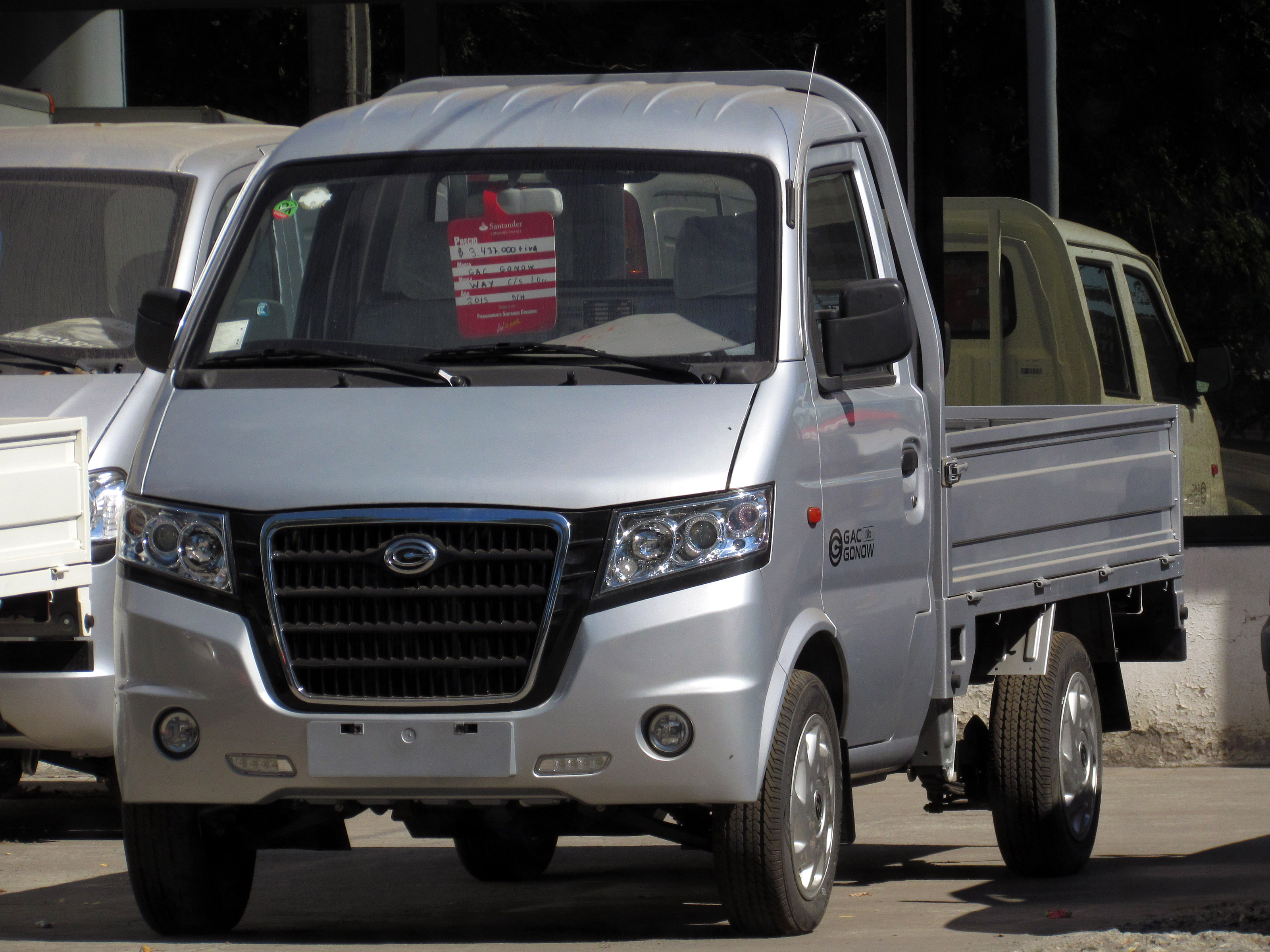
Gonow Way M1
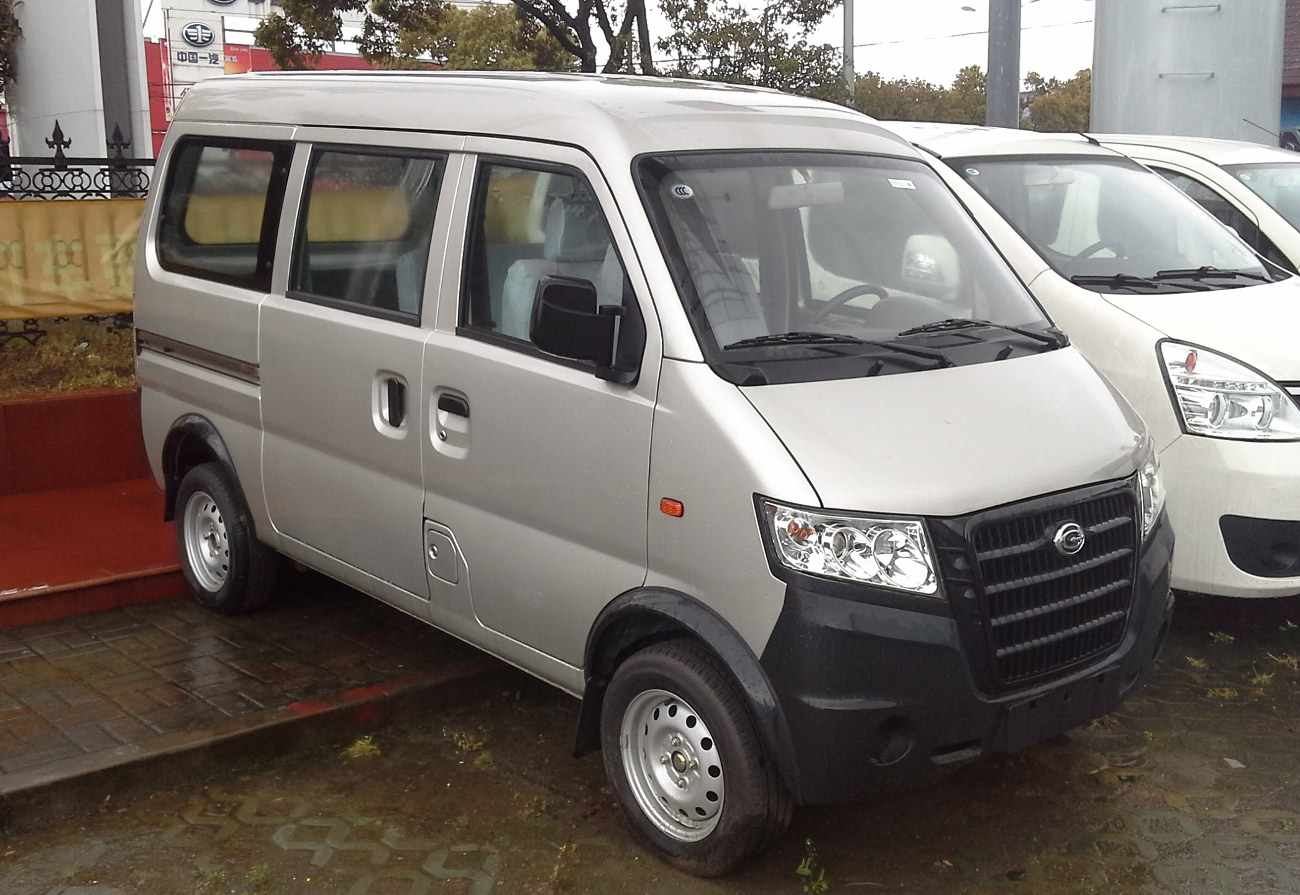
Gonow Way V1